# راه‌انداز شانه‌ای

ارتعاش با راه‌انداز شانه‌ای درصفحه با میکروسکوپ تمام‌نگاری دیجیتال اندازه‌گیری شد

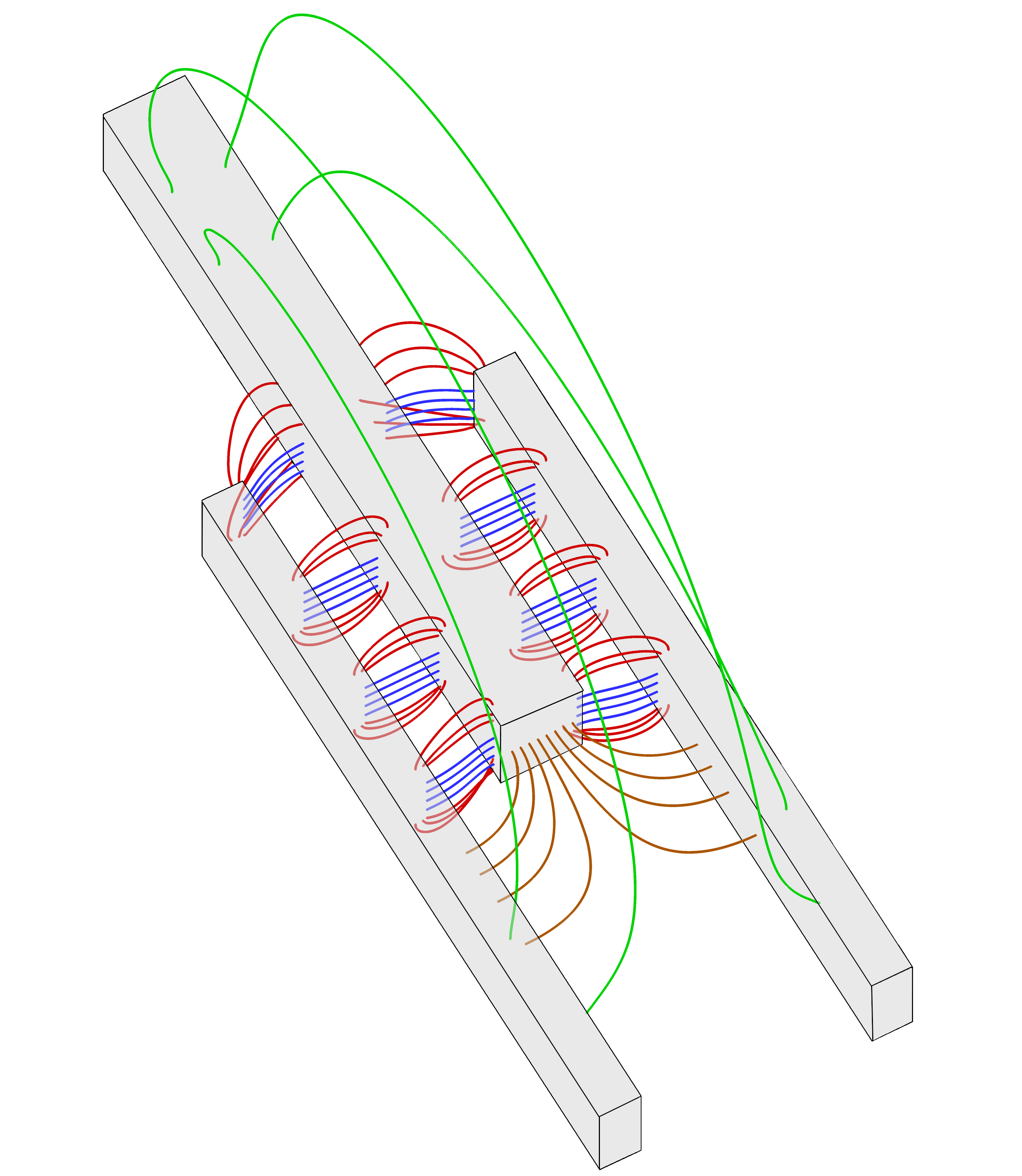
تصویری کیفی از خطوط میدان الکتریکی بین انگشتی‌ها یک عملگر راه‌انداز شانه‌ای. چهار نوع میدان مختلف وجود دارد که تأثیر مشخصی بر فعالگر در تصویر انرژی-کار فعالگر دارند. خطوط میدانی که دو طرف عمودی انگشتی‌ها (آبی) را به‌هم وصل می‌کنند و آنهایی که طرف‌های بالایی انگشتی‌ها را به هم وصل می‌کنند (قرمز) با مؤلفه‌ای از نیرویی که تمایل به تراز کردن انگشتی‌ها دارد، مرتبط هستند. آنهایی که دو طرف بالای یک انگشتی را با اضلاع عمودی یا اضلاع بالای دور دست دیگر (سبز) وصل می‌کنند، تمایل دارند انگشتی‌ها را از هم جدا کنند. خطوط میدانی که نوک انگشتی را با کناره‌های همسایه‌های آن (قهوه ای) وصل می‌کند به نیروی تحریک کمکی نمی‌کند.

راه‌اندازهای شانه‌ای (به انگلیسی: Comb-drives) عملگرهای میکروالکترومکانیکی هستند که اغلب به عنوان عملگرهای خطی استفاده می‌شوند که از نیروهای الکترواستاتیکی استفاده می‌کنند که بین دو شانهٔ رسانای الکتریکی عمل می‌کنند. عملگرهای راه‌انداز شانه‌ای معمولاً در مقیاس میکرو یا نانومتری کار می‌کنند و عموماً با ریزماشین‌کاری حجمی یا ریزماشین‌کاری سطحی یک زیرلایه ویفر سیلیکونی ساخته می‌شوند.
نیروهای الکترواستاتیک جاذب زمانی ایجاد می‌شوند که ولتاژی بین شانه‌های ساکن و متحرک اعمال می‌شود و باعث می‌شود که آنها به هم کشیده شوند. نیروی ایجاد شده توسط عملگر متناسب با تغییر در ظرفیت‌خازنی بین دو شانه است که با ولتاژ عملگر، تعداد دندانه‌های شانه و فاصله بین دندانه‌ها افزایش می‌یابد. شانه‌ها طوری چیده شده‌اند که هرگز با هم تماس نداشته باشند (زیرا در این صورت اختلاف ولتاژی وجود نخواهد داشت). معمولاً دندان‌ها طوری چیده می‌شوند که بتوانند از کنار هم بگذرند تا جایی که هر دندان شکاف شانه مقابل را اشغال کند.
اگر قرار است عملکرد خطی موتور به چرخش یا سایر حرکات تبدیل شود، فنرهای بازیابی، اهرم‌ها و میل لنگ را می‌توان اضافه کرد.
نیرو را می‌توان ابتدا با انرژی ذخیره شده در خازن راه‌اندازی کرد و سپس در جهت نیرو متمایز کرد. انرژی در خازن به صورت زیر به‌دست می‌آید:
{\displaystyle E={\frac {1}{2}}CV^{2}}
{\displaystyle F={\frac {1}{2}}{\frac {\partial C}{\partial dx_{drive}}}V^{2}}
با استفاده از ظرفیت‌خازنی برای یک خازن با صفحه موازی، نیرو برابر است با:
{\displaystyle F={\frac {-1}{2}}{\frac {nt\epsilon _{o}\epsilon _{r}V^{2}}{d}}}
{\displaystyle V} = پتانسیل الکتریکی اعمال شده، {\displaystyle \epsilon _{r}} = گذردهی نسبی دی الکتریک، {\displaystyle \epsilon _{o}} = گذردهی فضای آزاد (۸٫۸۵ پیکوفاراد بر متر)
{\displaystyle n} = تعداد کل انگشتی‌ها در دو طرف الکترودها، {\displaystyle t} = ضخامت در جهت خارج از صفحه الکترودها، {\displaystyle d} = شکاف بین الکترودها

## ساختار راه‌اندازهای شانه‌ای
- ردیف دندانه‌های به‌هم پیوسته
- نیمه ثابت
- نیمی از مجموعه متحرک
- عایق الکتریکی
- جاذبه/دافعه الکترواستاتیک – ولتاژ راه‌انداز سیماس
- دندانه‌های زیاد نیروی افزایش یافته – معمولاً ۱۰ میکرومتر طول و قوی

## مشکلات مقیاس‌بندی
راه‌اندازهای شانه‌ای نمی‌توانند به فواصلی با شکاف بزرگ (به‌طور معادل فاصله فعالگر) مقیاس شوند، زیرا پدیدآوری نیروهای مؤثر در فواصل شکاف‌های بزرگ به ولتاژهای بالا نیاز دارد - بنابراین با شکست الکتریکی محدود می‌شود. مهم‌تر از آن، محدودیت‌های اعمال شده توسط فاصله شکاف، فاصله فعالگر را محدود می‌کند.